# Orizuru

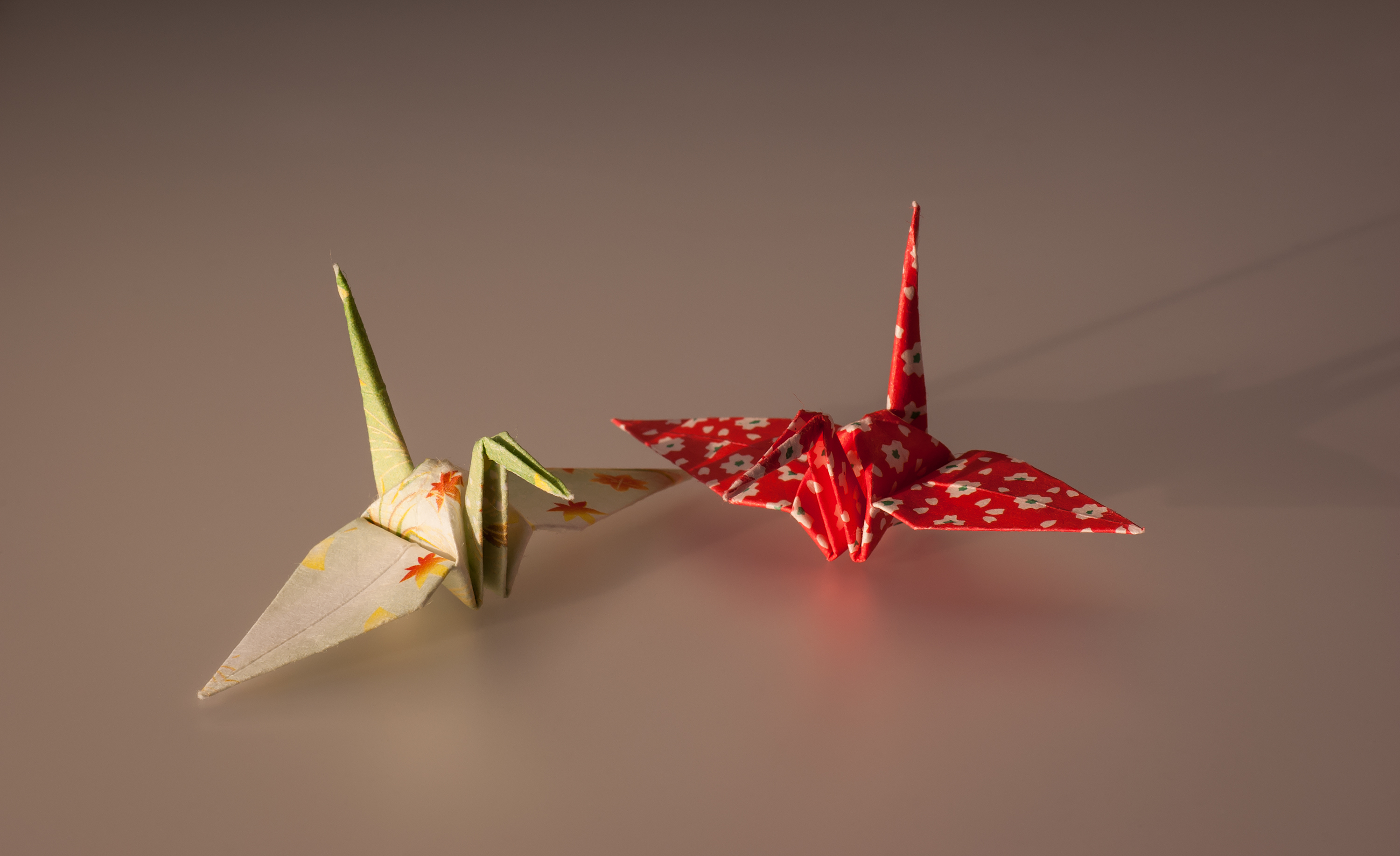
Grullas de papel.

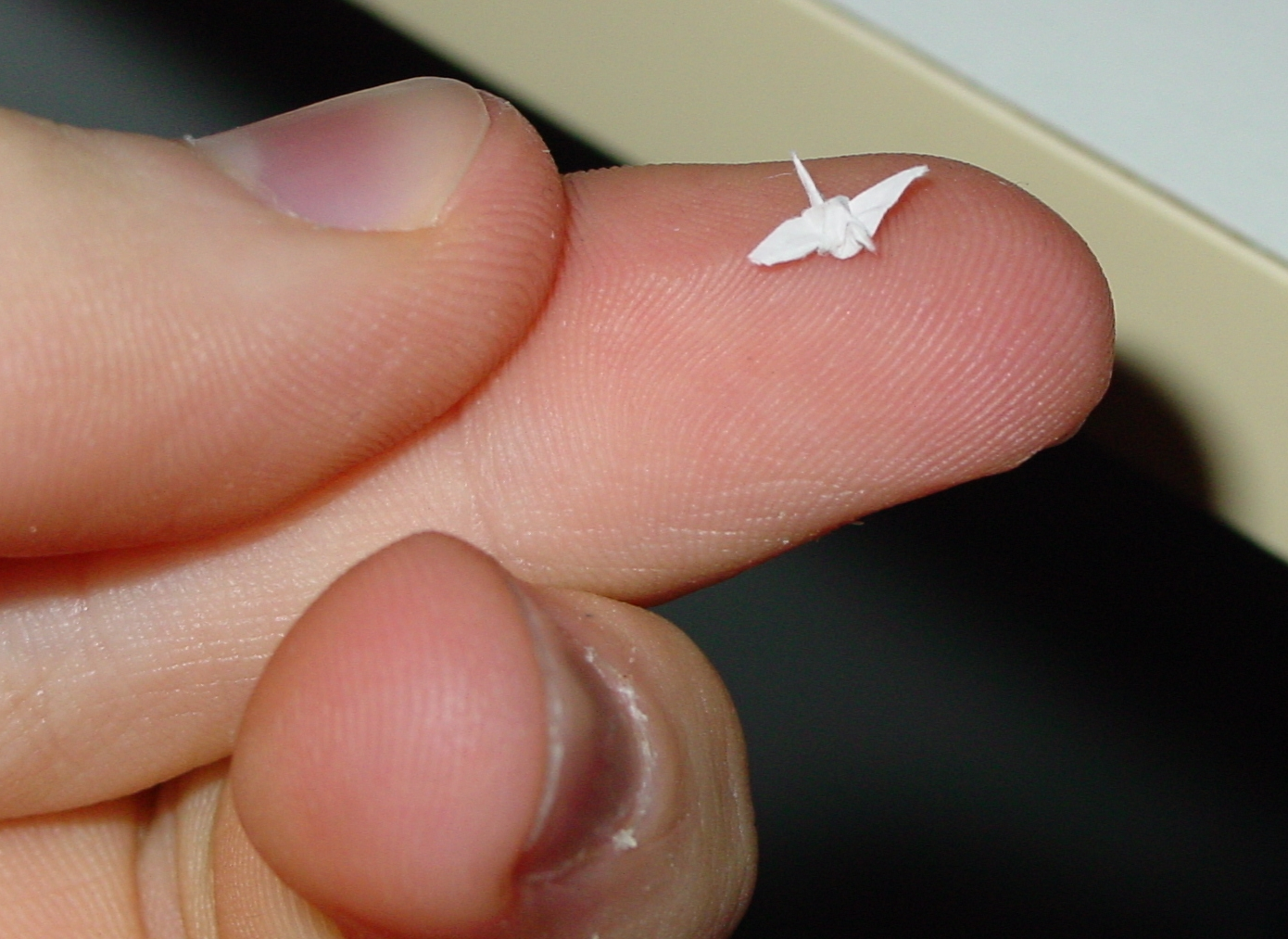
Un muy pequeño orizuru.

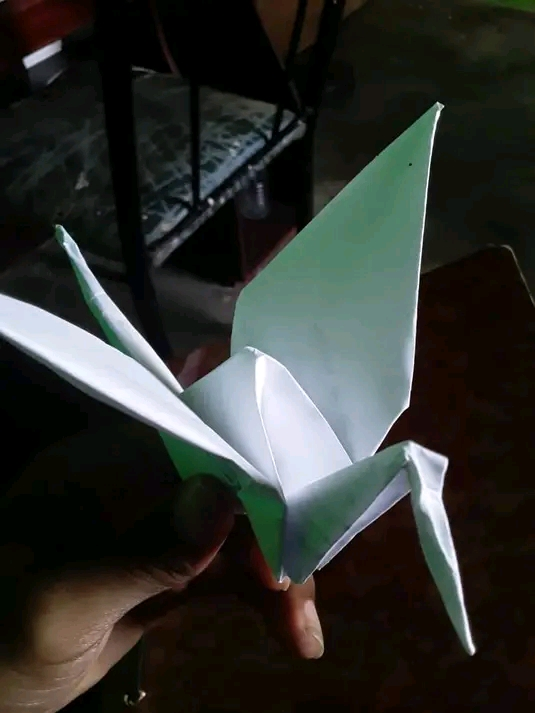
Grulla tradicional de origami

El orizuru (折鶴 ori- "plegado," tsuru "grulla"), o grulla de papel, es un diseño considerado el más clásico de los  origami japoneses. Representa a una grulla de Manchuria japonesa, la cual tiene un significado especial en la cultura japonesa. A menudo es utilizada como motivo de decoración de servilletas y mesas en restaurantes. A un conjunto de mil orizuri enhebradas juntas se le denomina un senbazuru (千羽鶴), que significa "mil grullas". 

## Plegado delorizuru
A continuación se muestran unas instrucciones para realizar el origami de la grulla:

Instrucciones sobre el plegado del origami la grulla, utilizando el sistema de notación Yoshizawa–Randlett.